# Marisa Del Frate
Marisa Del Frate (ur. 11 marca 1931 w Rzymie, zm. 5 lutego 2015 tamże) – włoska aktorka i piosenkarka. Zwyciężczyni Festiwalu Piosenki Neapolitańskiej w 1957 roku z piosenka „Malinconico autunno”.

## Życiorys
W 1957 zadebiutowała i zwyciężyła utworem „Malinconico autunno” na Festiwalu Piosenki Neapolitańskiej. W 1958 wystąpiła z piosenkami „Quando il cuore” i „Ho disegnato un cuore” na Festiwalu Piosenki Włoskiej w San Remo.

## Dyskografia

### Albumy
- 1961 - Le canzoni de L'amico del giaguaro

### Single
- 1957: „Malinconico autunno”
- 1957: „Io e Ciccio cha cha cha”
- 1957: „Bene mio”
- 1957: „'O treno d'a fantasia”
- 1958: „Maistrale”
- 1958: „Maria Canaria”
- 1958: „Vita mia”
- 1958: „Un poco 'e sentimento”
- 1958: „È stato il vento”
- 1958: „Calypso melody”
- 1958: „Maistrale”
- 1958: „Sincerità”
- 1958: „O calyppese napulitano”
- 1958: „Guardandoci”
- 1958: „Con te per l'eternità”
- 1958: „La donna di Marzo”
- 1958: „Per credere nel mondo”
- 1958: „Dominique”/„Autunno”
- 1958: „E' molto facile...dirsi addio”
- 1965: „I pensieri dell'amore"
- 1965: „Anche se”
- 1967: „Perché ci sei tu”